# Казімежево (Торунський повіт)
Казімежево (пол. Kazimierzewo, нім. Kaßmersboden) — село в Польщі, у гміні Оброво Торунського повіту Куявсько-Поморського воєводства.
Населення — 83 особи (2011).
У 1975-1998 роках село належало до Торунського воєводства.

## Демографія
Демографічна структура станом на 31 березня 2011 року:
|          | Загалом | Допрацездатний вік | Працездатний вік | Постпрацездатний вік |
| -------- | ------- | ------------------ | ---------------- | -------------------- |
| Чоловіки | 43      | 15                 | 25               | 3                    |
| Жінки    | 40      | 9                  | 22               | 9                    |
| Разом    | 83      | 24                 | 47               | 12                   |